# Platyisao
Platyisao is een geslacht van vlokreeften (Amphipoda) uit de familie Platyischnopidae.
De typesoort is Platyisao holodividum Chiesa & Alonso, 2014

## Soorten
- Platyisao holodividum